# Irlandczycy
Irlandczycy (ang. Irish people, irl. Muintir na hÉireann, na hÉireannaigh, na Gaeil) – naród pochodzenia celtyckiego zamieszkujący Irlandię.
W przeszłości ich językiem ojczystym był język irlandzki, ale współcześnie jest to zazwyczaj język angielski (tylko dla niespełna 1% Irlandczyków językiem ojczystym jest język irlandzki). Dominującym wyznaniem wśród Irlandczyków jest katolicyzm, schrystianizowani w V wieku naszej ery. Zasadniczą rolę w etnogenezie odegrali Celtowie, którzy w IV-III wieku p.n.e. opanowali wyspę Irlandię. We wczesnym średniowieczu Irlandia określana była w łacińskich źródłach jako "Szkocja" lub Hibernia, a jej mieszkańcy byli nazywani Szkotami (Scotti). Dzisiejsza Szkocja nazywana była wtedy Kaledonią lub Albanią, a zamieszkiwali ją Piktowie. Szkoci z Irlandii stopniowo jednak zasiedlali obszar Kaledonii, dokonując tam także ekspansji politycznej i religijnej. W konsekwencji zaczęto ten region nazywać Scotia minor (Szkocja mniejsza), a w końcu po prostu Szkocja. Z tego też powodu, wczesnośredniowieczni Irlandczycy są nazywani przez współczesnych historyków w niektórych krajach (np. w Polsce  czy w Niemczech) Iroszkotami. Wytworzyli oni odrębną formę chrześcijaństwa określaną jako kościół iroszkocki. 
Od XII wieku świadomość narodowa kształtowała się w walce z Anglikami. W XVII wieku utracili całkowicie niepodległość, co spowodowało liczną emigrację w XIX i na początku XX wieku do Ameryki.
Około 80 mln osób na całym świecie przyznaje się do pochodzenia irlandzkiego. Istnieje bardzo duża diaspora Irlandczyków mieszkających poza Irlandią, najwięcej w Stanach Zjednoczonych – 36,5 mln. Wielu zamieszkuje także Kanadę – 4,3 mln i Australię – 1,9 mln. W średniowieczu irlandzka kultura oddziaływała na Europę Zachodnią, ale stopniowo ulegała kulturze angielskiej i traciła celtycki charakter. Od XIX wieku notuje się odrodzenie irlandzkiej kultury i zachowanie celtyckiej tożsamości, zwłaszcza języka. W kulturze ludowej przetrwały do dziś elementy celtyckie, bogaty i żywy folklor muzyczny i słowny oraz kult Świętego Patryka, bohatera narodowego.